# جاسپور
جاسپور (به انگلیسی: Jaspur) یک منطقهٔ مسکونی در هند است که در بخش ادهم سینگ‌نگر واقع شده‌است. جاسپور ۶۰٬۵۲۳ نفر جمعیت دارد و ۲۲۰ متر بالاتر از سطح دریا واقع شده‌است.